# مادیپولا ماراکالاباگه
مادیپولا ماراکالاباگه (به لاتین: Madipola Marakkalabage) یک منطقهٔ مسکونی در سری‌لانکا است که در استان مرکزی (سری‌لانکا) واقع شده‌است.